# Svartgrimmia
Svartgrimmia (Grimmia incurva) är en bladmossart som beskrevs av Schwaegrichen 1811. Svartgrimmia ingår i släktet grimmior, och familjen Grimmiaceae. Arten är reproducerande i Sverige. Inga underarter finns listade i Catalogue of Life.